# Ferdinand Leeke

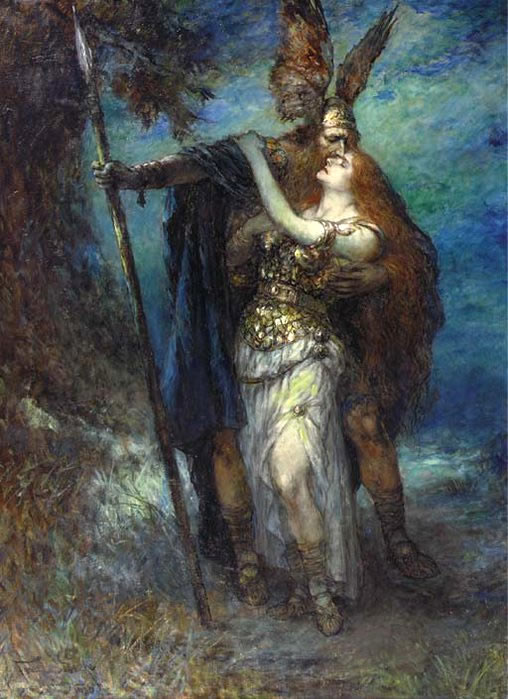
Wotan und Brünhild

Ferdinand Leeke (* 7. April 1859 in Burg bei Magdeburg; † 16. November 1937 in Nürnberg) war ein deutscher Maler.

## Leben
Ferdinand Leeke studierte seit 1881 an der Akademie der Bildenden Künste München bei Ludwig von Herterich (1856–1932) sowie bei Alexander (Sándor) von Liezen-Mayer (1839–1898).
Sein Hauptwerk bildet eine Serie von Bildern mit Szenen aus Richards Wagners Opern, entstanden im Zeitraum von 1889 bis 1898 im Auftrag vom Komponisten Siegfried Wagner (1869–1930), dem dritten Sohn von Richard Wagner (1813–1883).
Die Bilder erschienen 1899 in Plakatform im Münchner Kunstverlag „Franz Hanfstaengl“ mit begleitendem Text von Franz Muncker, gedruckt im Sechs-Farben-Rastertiefdruckverfahren.
Leeke war auch als Illustrator für Zeitschriften (u. a. Die Gartenlaube) tätig und bebilderte die Deutschen Heldensagen von Richard Weitbrecht.

## Wagner-Bilder
- Rienzi: Akt IV, Szene II
- Der fliegende Holländer: Akt III, Finale
- Tannhäuser: Akt III, Szene I
- Lohengrin: Akt III, Finale
- Das Rheingold: Szene II
- Die Walküre: Akt I
- Siegfried: Akt II
- Götterdämmerung: Akt III
- Tristan und Isolde: Akt II
- Die Meistersinger von Nürnberg: Akt III